# Сона Бернардова
Сона Бернардова (чеськ. Soňa Bernardová, 2 лютого 1976) — чеська синхронна плавчиня.
Учасниця Олімпійських Ігор 2000, 2004, 2008, 2012, 2016 років.